# Gerard Manley Hopkins
Pour les articles homonymes, voir Hopkins.
Gerard Manley Hopkins, né le 28 juillet 1844 à Stratford, dans l'Essex (Angleterre), et mort le 8 juin 1889 à Dublin, en Irlande, est un prêtre jésuite et poète anglais.
Fils d'un agent d'assurance, il étudie les humanités au Balliol College de l'université d'Oxford, où il est proche du Mouvement d'Oxford de la Haute Église anglicane. Comme d'autres avant lui, tel Newman, cette réflexion théologique l'amène à demander à être reçu dans l'Église catholique en 1866. Deux ans plus tard, le 7 septembre 1868, il entre dans la Compagnie de Jésus. Hopkins est ordonné prêtre en 1877.

## Biographie

### Premières années
Gerard Manley Hopkins naît à Stratford, dans l'Essex. Il est le premier des neuf enfants de Manley et Catherine Hopkins.
Son père, fondateur d'une compagnie d'assurance maritime, est quelque temps consul général du Royaume-Uni en Hawaii. Il a également été sacristain en la paroisse anglicane de St John-at-Hampstead. Il publie un roman et divers ouvrages poétiques, notamment pour le Times, Pietas Metrica (1849), Spicelegium Poeticum, ainsi qu'un recueil posthume A Gathering of Verses by Manley Hopkins  (1892). Catherine Hopkins, née Smith, sa mère, est la fille d'un médecin londonien. Passionnée de musique et de littérature, elle cultive une prédilection pour les romans de Dickens et la philosophie d'outre-Rhin. Tous deux sont membres de l’Église d'Angleterre.
Grâce à sa tante, Maria Smith Giberne, et guidé par son grand-oncle, Richard James Lane, le jeune Gerard apprend à peindre et à dessiner. Il trouve principalement l'inspiration dans les œuvres de John Ruskin et des Préraphaélites. Il envisage quelque temps d'embrasser la carrière d'artiste peintre. 
Parmi ses frères et sœurs, Milicent (1849–1946) devient religieuse anglicane en 1878, Kate (1856–1933) l'aidera à publier la première édition de ses poésies, Grace (1857–1945) met en musique plusieurs de ses poèmes et Lionel (1854–1952) devient un expert en chinois archaïque ; Arthur (1848–1930) et Everard (1860–1928) sont tous deux des artistes appréciés par la critique de l'époque. Seul Cyril (1846–1932) intègre le cabinet d'assurance de leur père.
À dix ans, Gerard Manley Hopkins est envoyé en pension à Highgate School (1854–1863). C'est là qu'il s'initie à l'ascétisme et à la mortification, qu'il pousse si loin qu'il se persuade un jour que la plupart des hommes boivent plus de liquides que nécessaire, et parie qu'il peut se priver de boisson pendant une semaine. Il s'obstine dans cette démarche jusqu'à ce que sa langue devienne noire et qu'il perde connaissance. 
Le premier poème qu'il ait écrit date de cette époque ; il prend sa source chez Keats et s'intitule "The Escorial" (1860).

### Oxford et la prêtrise
Au Balliol College d'Oxford, qu'il fréquente de 1863 à 1867, il étudie les auteurs classiques. C'est là qu'il se lie d'amitié à Robert Bridges (poète lauréat), qui exerce ensuite une grande influence sur sa maturation littéraire et sa célébrité posthume.
L’œuvre de Christina Rossetti le touche profondément. Il a l'occasion de la rencontrer en 1864. Il reçoit également des cours du critique littéraire Walter Pater, en 1866, avec qui il se lie d'amitié.
Il commence à fréquenter le monde à cette époque, tout en écrivant régulièrement. Mais il s'alarme des changements qui s'opèrent en lui. Il se renferme dans une étude austère, consignant ses péchés dans son journal intime. 
Durant ces années d'études, les amitiés qu'il noue demeurent platoniques. Il réprime son homosexualité latente[réf. nécessaire]. et ne laisse jamais transparaître ses sentiments[réf. nécessaire]. pour Digby Mackworth Dolben ou pour Henry Parry Liddon et Edward Pusey, dernier membre du mouvement d'Oxford. En 1865 il est impressionné par l'Apologia Pro Vita Sua de J.H. Newman, qui y explique son cheminement depuis l'anglicanisme vers le catholicisme. 
Durant cette période d'interrogation et de recherche, Hopkins compose le poème le plus ascétique de sa carrière, The Habit of Perfection (18 janvier 1866), et, le 23 janvier, dans la liste de toutes les choses qu'il se promet de proscrire à jamais, il inclut la poésie. En conséquence, il brûle tous ses poèmes et renonce pendant près de sept ans à l'écriture poétique. Cette attitude l'éloigne pendant un temps de sa famille et de bon nombre de ses relations.
En juillet 1866, sa décision est prise il demande son admission dans l'Église catholique. Dans cette perspective, il se rend en septembre à Birmingham pour rencontrer John Henry Newman, qui dirige ceux qui désirent devenir catholiques.  Hopkins entre dans l’Église catholique le 21 octobre 1866, par l'onction du père Newman.
En 1867, il obtient son diplôme de fin d'études, et la même année bénéficie grâce à Newman d'un poste de professeur à l'Oratoire de Birmingham. Là, il apprend le violon en autodidacte, et envisage plus sérieusement de devenir jésuite, ordre religieux qui l'attire pour sa disciple religieuse et formation ascétique. 
Hopkins commence son noviciat dans la Compagnie de Jésus à Roehampton (Manresa House), en septembre 1868. À compter de 1870, il entame également des études philosophiques à Stonyhurst au Saint Mary's Hall. Il prononce ses vœux de pauvreté, de chasteté et d'obéissance le 8 septembre 1870.
L'écriture continue néanmoins à le tenter, bien qu'il éprouve toujours le sentiment que la poésie l'empêche de se livrer à son engagement religieux. Cependant, après avoir lu Duns Scot en 1872, il se rend compte que ces deux activités ne sont pas incompatibles. Il n'a, au demeurant, jamais cessé de tenir son journal, et il a substitué à l'écriture le dessin et la composition musicale ; il rédige aussi, lorsque les occasions se présentent, des sermons et des pièces religieuses.

### Retour à la poésie
En 1874, il revient à Manresa House pour y enseigner la littérature classique. Tandis qu'il étudie dans le Jesuit House of Theological Studies, à St Beuno's, près de St Asaph dans le Nord du Pays de Galles, ses supérieurs le sollicitèrent pour composer un poème à la mémoire de religieuses perdues en mer - près des côtes anglaises - lors du naufrage d'un navire allemand. C'est ainsi qu'en 1875 il renoue avec la poésie pour composer une œuvre prolixe, intitulée The Wreck of the Deutschland, inspirée par le naufrage du 'Deutschland', qui a fait 157 morts, parmi lesquels cinq religieuses franciscaines, qui s'étaient exilées d'Allemagne en raison de nouvelles lois anticatholiques (voir, à cet égard, Kulturkampf). 
La pièce touche tant aux choses de la religion qu'elle se distingue de ses premières œuvres, ou du moins de celles qui nous sont parvenues, par une métrique et une verve novatrices. Il ne se borne pas à décrire les événements dramatiques et les actions héroïques survenus pendant le naufrage, mais parvient à réconcilier une telle tragédie avec Dieu, l'auteur de toutes choses. Le poème est accepté par les Jésuites qui, néanmoins, en empêchent la publication. Ce manque de reconnaissance illustre l'ambivalence de toute son œuvre, qui est pour l'essentiel posthume.
Hopkins se livre tout entier à l'austérité et aux renoncements demandés par la vie religieuse. Son humeur s'en ressent, et son caractère se teint à jamais de mélancolie. Le novice brillant, dont le talent recueillait tous les suffrages et les applaudissements durant les premières années, échoue cependant à l'examen final de théologie, le De universa. S'il est bien ordonné prêtre - ce sera en 1877 - il ne fera pas la profession religieuse solennelle des quatre vœux. 
En 1877, il rassemble un recueil de sonnets: God’s Grandeur, parmi lesquels se trouve le poème The Starlight Night, et achève The Windhover seulement quelques mois avant son ordination. Bien que très rigoureuse, isolée et mélancolique, sa vie connaît néanmoins quelques périodes d'accalmie ; les œuvres qu'il compose ensuite, incertaines et inégales, affectent davantage sa sensibilité.
En octobre 1877, peu de temps après l'écriture de The Sea and the Skylark, et seulement un mois après son ordination à la prêtrise, Hopkins reçoit la charge de professeur au Mount St. Mary’s College, à Chesterfield, . 
En juillet 1878, il devient recteur de l'église jésuite de Farm Street (près de Mount Street). 
En décembre, il est nommé curé de St. Aloysius’ Church, à Oxford, avant de rejoindre Manchester, Liverpool, puis Glasgow. Tandis qu'il exerce son ministère à Oxford, il devient membre fondateur de l'University Newman Society', une société établie en 1878 qui rassemble les académiciens catholiques de l'Université d'Oxford. 
Il enseigne le grec et le latin à Sheffield, au Mount St Mary's College, et au Stonyhurst College, dans le Lancashire. Il est connu que, dans les années 1880s, il œuvra également comme vicaire à l'église Saint-Ignace de Preston. 
En 1884, il est professeur de grec et de latin à l'University College Dublin en Irlande. Ses racines anglaises, et ses divergences de vue à l'égard de la politique irlandaise de l'époque, sa nature peu engageante, son caractère quelque peu original, aussi bien que sa petite stature ne faisaient pas de lui un professeur très efficient. Son isolement en Irlande renforce sa mélancolie et la tonalité de ses poèmes : I Wake and Feel the Fell of Dark en est une illustration. Viennent alors les Sonnets terribles (Terrible Sonnets), non par leur qualité, mais parce qu'ils atteignent ce que son ami Canon Dixon qualifie de terrible crystal, c'est-à-dire qu'ils cristallisent le découragement mélancolique qui tourmente le poète et l'homme de foi pendant la dernière partie de sa vie.

### Dernières années
Durant les cinq dernières années de sa vie, de nombreuses circonstances concourent à l'abattement d'Hopkins et au tarissement de son inspiration poétique.
Sa charge de travail est lourde. Il n'aime pas la vie à Dublin, loin de l'Angleterre et de ses amis. Sa santé générale s'altère également à mesure que sa vue baisse. Il se sent confiné, découragé. Jésuite sincère, il se trouve tiraillé dans un dilemme artistique et spirituel. Afin de réprimer tout égotisme qui serait contraire à l'humilité demandée par la vie religieuse, il décide de renoncer à publier ses poèmes. Il réalise pourtant que toute création poétique ne saurait s'épanouir sans une audience fertile en critiques et en encouragements. De ce conflit intérieur, il a le profond sentiment d'échouer dans les deux domaines qui gouvernent son existence.
Après avoir souffert d'une mauvaise santé pendant plusieurs années, Hopkins meurt de la fièvre typhoïde en 1889. Après des funérailles célébrées en l’Église Saint-François-Xavier de Dublin, il est enterré au cimetière de Glasnevin.
Souffrant probablement d'une maladie que les psychologues diagnostiqueraient aujourd'hui comme un état maniaco-dépressif, Hopkins a combattu toute sa vie une profonde angoisse mélancolique. Sur son lit de mort cependant, son dernier mot fut: « I am so happy, I am so happy. I loved my life. » (Je suis si heureux, si heureux. J'ai aimé ma vie.)

## Œuvres parues en France
- Reliquiae : vers, proses, dessins, Gerard Manley Hopkins ; réunis et traduits par Pierre Leyris, (Paris) : Éditions du Seuil, 1957
- Le Naufrage du Deutschland (The Wreck of the Deutschland), Gerard Manley Hopkins ; traduit et présenté par Pierre Leyris, Paris : Éditions du Seuil, 1964. Réédition en 1991  (ISBN 2-7291-0609-X)
- Carnets : 1862-1866 ; et Journal : 1866-1875 ; Lettres : 1865-1889, Gérard Manley Hopkins ; traduits et commentés par Hélène Bokanowski et Louis-René Des Forêts, Paris : Union générale d'éditions, 1976  (ISBN 2-264-00035-X). Réédition en 1997  (ISBN 2-911059-08-5)
- Grandeur de Dieu : et autres poèmes, 1876-1889, Gerard Manley Hopkins ; traduits par Jean Mambrino, préface de Kathleen Raine, Paris : Granit, 1980  (ISBN 2-86281-109-2). Réédition en 1999  (ISBN 2-913549-01-2) et 2005  (ISBN 2-84590-060-0)
- Poèmes : accompagnés de proses et de dessins, Gerard Manley Hopkins ; choix et traduction de Pierre Leyris, Paris : Éditions du Seuil, 1980  (ISBN 2-02-005633-X)
- En rythme bondissant : lettres choisies, Gerard Manley Hopkins ; trad. et présentées par René Gallet, Paris : "Obsidiane", 1989  (ISBN 2-904469-46-X)
- De l'origine de la beauté ; suivi de Poèmes et d'écrits, Gérard Manley Hopkins ; trad. de Jean-Pierre Audigier et René Gallet ; présentation et notes de René Gallet, Seyssel : Éditions Comp'Act, 1989  (ISBN 2-87661-035-3)
- Poèmes, Gerard Manley Hopkins ; trad. et présentation, Bruno Gaurier, avec la collab. de Jean Pénard, Suilly-la-Tour : le Décaèdre, 2003  (ISBN 2-914234-07-4)
- Écrits de jeunesse, 1861-1865 : carnets et lettres, Gerard Manley Hopkins ; traduction et présentation, Bruno Gaurier, Suilly-la-Tour : le Décaèdre, 2006
- Poèmes et proses, Gerard Manley Hopkins ; choix, préface et traduction de l'anglais par Pierre Leyris, Édition : Éd. bilingue, Paris : Points, DL 2007  (ISBN 978-2-7578-0339-4)
- Quelques poèmes, G. M. Hopkins ; choisis et traduits par Jean-Pierre Attal ; illustrations de Sam Jones, Édition : Éd. bilingue, Publication : Perros-Guirec : Anagrammes, 2013  (ISBN 2-84719-093-7)

## Source
- Diccionario historico de la Compañia de Jesús, vol.II, Roma, IHSI, 2001.
- Bibliothèque nationale de France (pour la liste des œuvres)